# Symfonie nr. 4 (Rangström)
Ture Rangström componeerde zijn symfonie nr. 4 Invocatio, Symfonische improvisaties voor orkest en orgel in etappes. Het is zijn laatste symfonie.
De basis voor dit werk werd gevormd door een werk voor orgel solo: Invocatio, dat werd voltooid op 20 augustus 1933, dat volgens de componist om bewerking vroeg. Hij bewerkte het stuk tot een werk voor orkest en orgel, waarbij de orgelpartij wat naar de achtergrond is verdwenen. Rangström vormt een buitenbeetje in de muziekgeschiedenis van Zweden. Hij had, vond men destijds, te weinig talent om aan het conservatorium van Stockholm te mogen studeren. Hij had toen al ettelijke liederen geschreven, een soort compositie die veelvuldig in zijn oeuvre voorkomt. Zijn eerste liederen waren te tam en men raadde hem aan iets “wilder” te componeren. Hij nam dit mee in zijn stijl en leidde eigenlijk zichzelf op met kortdurende steun van Hans Pfitzner in Berlijn (1905-1906). Toen zijn werk af was op 13 november 1936 volgde al snel een eerste uitvoering op 20 november onder leiding van de componist zelf; het Stockholm Concert Society Orchestra was het symfonieorkest van dienst.
Collegacomponist Kurt Atterberg vond het allemaal te veel van het goede en adviseerde hem het lange middendeel te schrappen. Rangström volgde dat advies op en gaf het werk toen pas haar huidige naam en status als vierde symfonie. Deze korte versie, zonder Recitativo ed ariosa kreeg haar première in november 1943. Toen het werk in de jaren 1970-1979 weer eens op de lessenaar verscheen, in dit geval bij Sergiu Comissiona en het Göteborg Symfonie Orkest, vond met dat met het inkorten de symfonie te kort werd gedaan en werd het middeldeel in ere hersteld. Een klein detail daarbij is dat de componist van 1922 tot 1925 dirigent was van dat orkest.

## Muziek
De symfonie, met haar toevoeging, lijkt nauwelijks op een improvisatie. Wat direct opvalt is de rustige invulling van de orgelpartij in het geheel. Rangström schreef langzame en niet al te technische muziek voor het muziekinstrument en deed dat dan nog voor het wat hogere register. Dit heeft weer tot gevolg dat het instrument binnen het orkest niet opvalt. Het heeft hier en daar een solo, maar gaat op in de totale instrumentatie.

### Delen
1. Prelude: Largo pesante; een statige passacaglia van 2 ½ minuut;
2. Alla toccata, Allegro, arrabbiato (3 minuten)
3. Intermezzo (sotto voce), Allegretto malincanico (5 minuten)
4. Recitativo ed arioso, Andante, lento ed adagio (15 minuten)
5. Finale, presto ed largo maestoso (6 minuten).

De muziek is romantisch te noemen en bevat Sturm und Drangmuziek, de bijnaam van de componist was Sturm und Drangström.

### Orkestratie
- 3 dwarsfluiten, waarvan ook 1 piccolo, 2 hobo's waarvan 1 ook althobo, 2 klarinetten waarvan ook 1 ook basklarinet, 2 fagotten;
- 4 hoorns, 3 trompetten, 3 trombones, 1 tuba;
- 1 stel pauken, 2 man / vrouw percussie (grote trom, kleine trom, tamtam, triangel, xylofoon, bekkens, piano en orgel;
- violen, altviolen, celli en contrabassen.

### Uitvoering
De componist heeft de uitvoerende de mogelijkheid gegeven het werk ook zonder orgel te spelen. het orgel in deel 4 kan vervangen worden door een vleugel; indien die ook niet aanwezig is, kan het orkest de ontbrekende stem invullen

## Discografie
- Uitgave Caprice: Joeri Ahronovitsj met het Stockholm Philharmonisch Orkest, een opnamen uit 1987
- Uitgave CPO: Michail Jurowski met het Norrköpings Symfoniorkester, solist Mark Fahlsjö een opname uit 1996

## Bron
- de CPO-uitgave
- MIC voor instrumentatie